# Désinord Jean
Désinord Jean (* 26. September 1967 in Furcy, Département Ouest, Haiti) ist Bischof von Hinche.

## Leben
Désinord Jean empfing am 13. November 1994 durch den Weihbischof in Port-au-Prince, Joseph Lafontant, das Sakrament der Priesterweihe.
Am 4. April 2016 ernannte ihn Papst Franziskus zum Bischof von Hinche. Der Bischof von Les Cayes, Chibly Kardinal Langlois, spendete ihm am 2. Juli desselben Jahres die Bischofsweihe; Mitkonsekratoren waren der Erzbischof von Port-au-Prince, Guire Poulard, und der Weihbischof in Port-au-Prince, Erick Toussaint.
Die haitianische Bischofskonferenz wählte Bischof Jean 2021 zu ihrem Schatzmeister.